# Lake Chelan
Lake Chelan – jezioro w północno-zachodnich Stanach Zjednoczonych, w stanie Waszyngton, w hrabstwie Chelan. Jego głębokość sięgająca 453 m stawia go na 26. miejscu listy najgłębszych jezior świata i 3. w Stanach Zjednoczonych, a także czyni kryptodepresją. Stanowi największe naturalne jezioro stanu Waszyngton. Jego nazwa pochodzi od indiańskiego (dokładnie z lokalnych języków salisz) Tse Laan, co oznacza głęboka woda.

## Geografia i okolica
Jezioro ma podłużny kształt i długość ok. 50 km oraz szerokość ok. 3 km. Jest zasilane przez liczne strumienie wypływające z pobliskich Gór Kaskadowych, a wypływające zeń rzeki leżą w dorzeczu Kolumbii.
Na południowym brzegu zlokalizowane jest miasto o tej samej nazwie (ok. 3 tys. mieszkańców), gdzie zbudowano tamę i elektrownię, oraz mniejsze miejscowości. Lake Chelan to także popularny cel wycieczek turystów oraz wędkarzy. Na północnym brzegu zlokalizowano National Recreation Area jez. Chelan, dla turystów jest też dostępny hotel oraz 5 kempingów. Jest jednym z nielicznych miejsc w dość suchej i górzystej okolicy, gdzie bujnie rozwija się roślinność.
26 listopada 1945 miała miejsce tragedia szkolnego autobusu, który wpadł do jeziora. Zginęło w niej 15 osób.